# Mortaigue
La Mortaigue est un cours d'eau français, qui coule dans le département de l'Indre, en région Centre-Val de Loire.
C'est un affluent de la Théols, donc un sous-affluent de la Loire, par l'Arnon et le Cher.

## Géographie

### Cours
Le cours d'eau à une longueur de 10,88 km.
Il prend sa source dans le département de l'Indre, à 157 m d'altitude, sur le territoire de la commune de Lizeray, puis s'écoule vers l'est.
Son confluent avec la Théols, se situe dans le département de l'Indre, à 115 m d'altitude, sur le territoire de la commune de Sainte-Lizaigne,.

### Départements et communes traversés
La Mortaigue traverse cinq communes : Les Bordes, Diou, Lizeray, Paudy et Sainte-Lizaigne,.

### Bassin versant
Les bassins hydrographiques sont découpés dans le référentiel national BD Carthage en éléments de plus en plus fins, emboîtés selon quatre niveaux : régions hydrographiques, secteurs, sous-secteurs et zones hydrographiques.
La Mortaigue traverse la zone hydrographique « La Théols du ruisseau du Bénitier à l'Arnon ».
Le bassin versant de la Mortaigue s'insère dans la zone hydrographique « La Théols du ruisseau du Bénitier à l'Arnon », au sein du bassin DCE plus large « La Loire, les cours d'eau côtiers vendéens et bretons ».

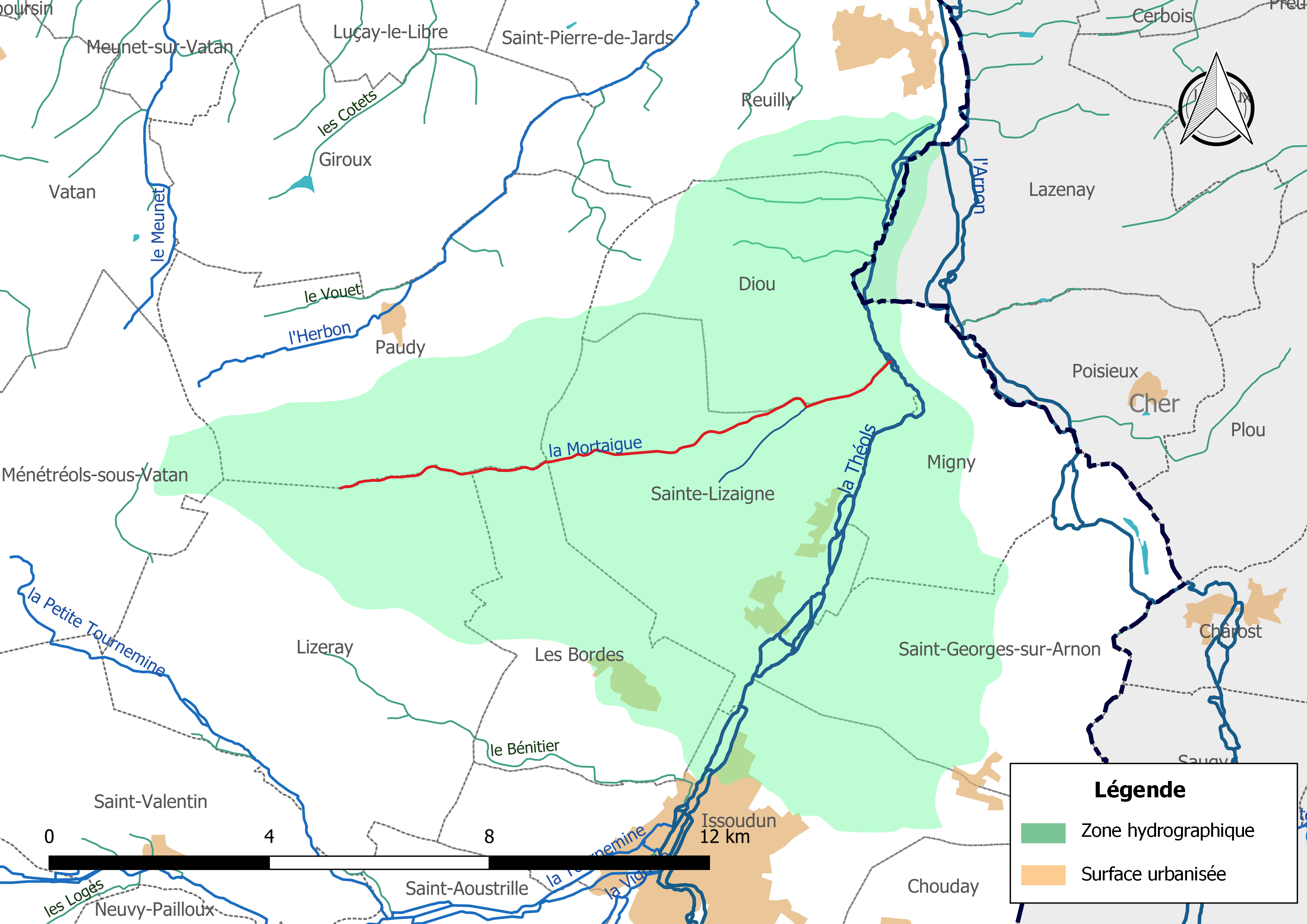
La Mortaigue (en rouge) et la zone hydrographique dans laquelle il s'insère.
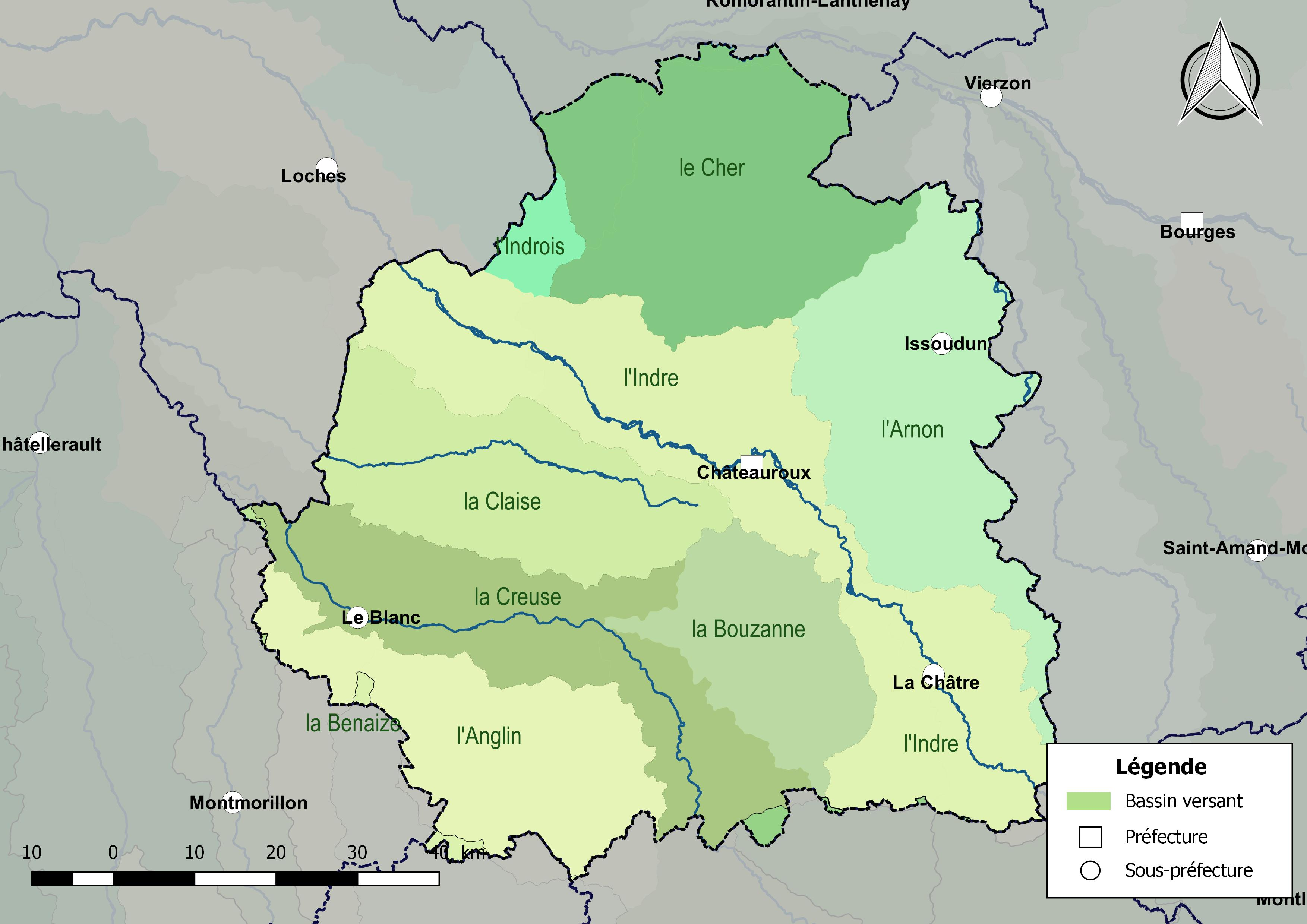
Les principaux bassins versants du département de l'Indre.

#### Échelle du bassin
En France, la gestion de l’eau, soumise à une législation nationale et à des directives européennes, se décline par bassin hydrographique, au nombre de sept en France métropolitaine, échelle cohérente écologiquement et adaptée à une gestion des ressources en eau. La Mortaigue est sur le territoire du bassin Loire-Bretagne et l'organisme de gestion à l'échelle du bassin est l'agence de l'eau Loire-Bretagne.

## Affluents
La Mortaigue possède un seul affluent en rive droite : K6174600, long de 2 km.

### Rang de Strahler
Son rang de Strahler est de deux.

## Hydrologie

### État des masses d'eau et objectifs
Pour les cours d’eau, la délimitation des masses d’eau est basée principalement sur la taille du cours d’eau et la notion d’hydro-écorégion. Ces masses d’eau servent ainsi d’unité d’évaluation de l’état des eaux dans le cadre de la directive européenne.
La Mortaigue fait partie de la masse d'eau codifiée FRGR0340b et dénommée « La Théols depuis Issoudun jusqu'à la confluence avec l'Arnon ».
Le schéma directeur d'aménagement et de gestion des eaux (Sdage) Loire-Bretagne est un document de planification dans le domaine de l’eau. Il définit, pour une période de six ans les grandes orientations pour une gestion équilibrée de la ressource en eau ainsi que les objectifs de qualité et de quantité des eaux à atteindre dans le bassin Loire-Bretagne. L'état des lieux 2013 défini dans la SDAGE 2016 – 2021 et les objectifs à atteindre pour cette masse d'eau sont les suivants,, :
| Code masse d'eau    | FRGR0340b                                                    |
| Libellé masse d'eau | La Théols depuis Issoudun jusqu'à la confluence avec l'Arnon |

| Écologique | Biologique | Physico-chimie générale | Polluants spécifiques |
| ---------- | ---------- | ----------------------- | --------------------- |
| Médiocre   | Médiocre   | Bon état                | Bon état              |

| Écologique | Chimique | Global   |
| ---------- | -------- | -------- |
| Bon état   | Bon état | Bon état |

## Aménagements et écologie

### Milieu naturel
Le cours d'eau est de deuxième catégorie.